# Schafisheim
Schafisheim (gsw. Schòòfisse) – gmina (niem. Einwohnergemeinde) w Szwajcarii, w kantonie Argowia, w okręgu Lenzburg. Liczy 3 044 mieszkańców (31 grudnia 2020). 